# Якуніно
Яку́ніно (рос. Якунино, башк. Якунин) — присілок у складі Балтачевського району Башкортостану, Росія. Входить до складу Ялангачевської сільської ради.
Населення — 70 осіб (2010; 95 у 2002).
Національний склад:
- марійці — 60 %
- башкири — 40 %